# ذو المفصل النحيف
ذو المفصل النحيف (الاسم العلمي: Arthroleptis)، جنس ضفادع من فصيلة نحيفات المفصل توجد في أفريقيا جنوب الصحراء الاستوائية. اسمها الشائع ضفادع الصرير، وأحيانًا تسمى فقط الصَرِيرات.